# Zlatobýl

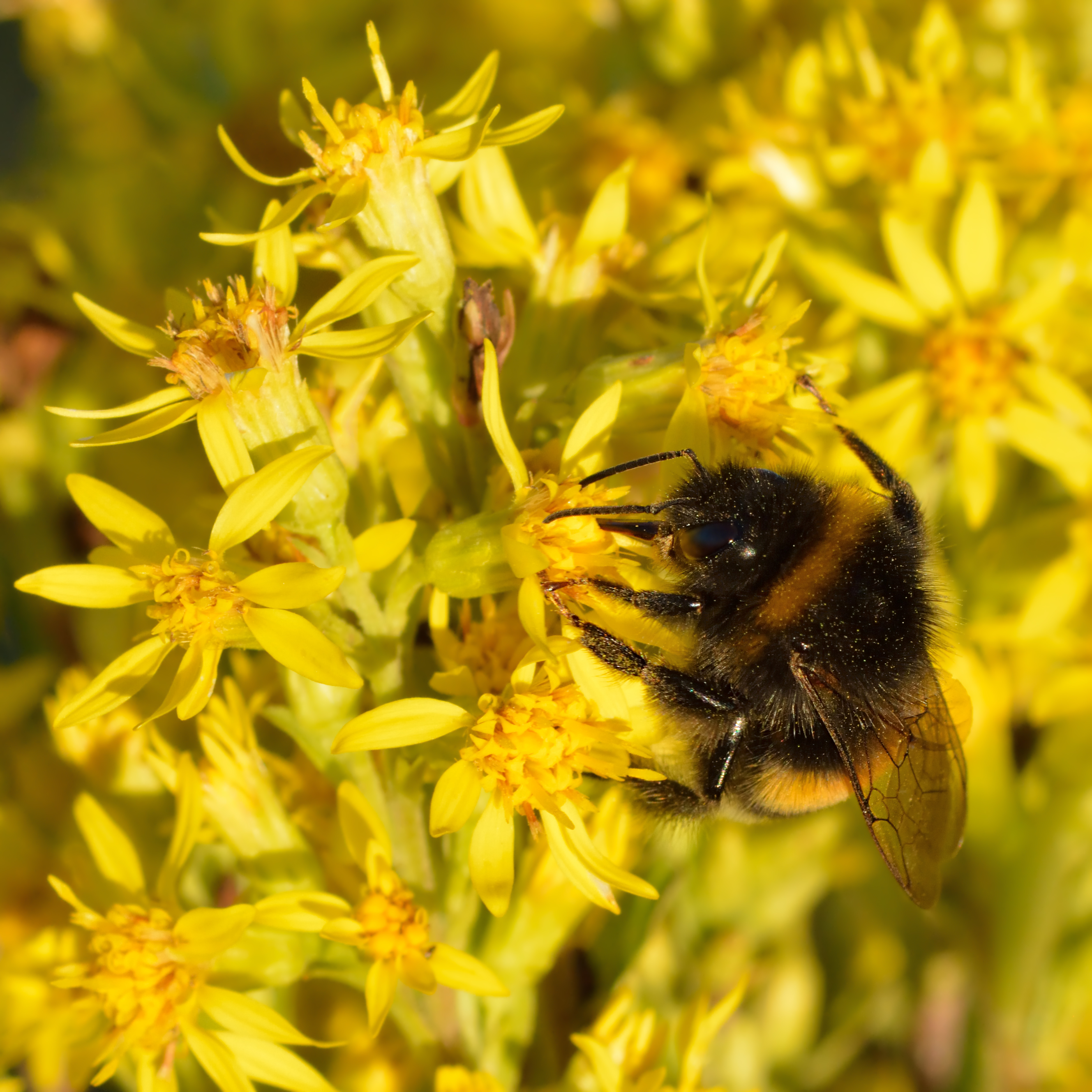
Zlatobýl obecný (Solidago virgaurea)

Zlatobýl (Solidago) je rod vytrvalých rostlin většinou vyššího vzrůstu s drobnými žlutými úbory v hustých hroznech nebo latách.

## Rozšíření
Některé druhy jsou původní ve Starém světě, jiné v Americe. Druhy z Ameriky se do mírného pásma téměř celého světa dostaly jako ozdobné trvalky zahrad a parků, kde postupně zplaněly a mnohde se nekontrolovaně rozšiřují na úkor domácí květeny. Rostou převážně na různých antropogenních stanovištích nebo neobhospodařovaných plochách, rumištích, v pobřežních křovinách, železničních a silniční náspech apod. Na stanoviště nejsou příliš náročné, požadují světlo a mírné klima.
V Česku roste jediný původní druh zlatobýl obecný, ostatní druhy jsou nepůvodní, byly introdukovány z Ameriky. Cizí druhy zlatobýl kanadský, zlatobýl obrovský a zlatobýl trávolistý jsou považovány za invazní neofyty, vytlačují původní floru a vytvářejí monocenózy.

## Popis
Jsou to většinou vytrvalé byliny, zřídka keře dosahující výšky od 50 cm do 2 metrů. vyrůstají z hrubého kořene nebo horizontálně větveného oddenku. Lodyhy jsou převážně přímé, někdy i vystoupavé, lysé, chlupaté nebo klkaté. Listy, řapíkaté nebo přisedlé, vyrůstají na lodyze střídavě, jejich čepele celistvé nebo po okrajích pilovité bývají hladké nebo i hustě chlupaté. Jsou kopinatého tvaru s ostrou špičkou, podél mají tři vystupující žilky.
Květy jsou uspořádány v diskovitých úborech seřazených do hroznovitých nebo chocholíkovitých lat. Lysých nebo chlupatých listenů zákrovu bývá 10 až 30, jsou podlouhlé, kopinaté nebo vejčité, uspořádány jsou do více řad. V květním lůžku je většinou po obvodu 5 až 15 (max. 25) samičích jazýčkových květů a uvnitř 5 až 35 (max. 60) oboupohlavých trubkovitých květů, korunní plátky všech květů jsou stejnobarevné, tj. žluté nebo výjimečně bílé. Květy jsou hmyzosprašné. Plodem jsou válcovitě žebernaté nažky tmavé nebo i průsvitné, lysé nebo s jemnými výrůstky. Jsou spojeny s chmýrovými štětinkami až 2,5 mm dlouhými.
Zlatobýl se rozmnožuje po blízkém okolí svými horizontálními oddenky, vytváří své klony, do vzdálenějších míst zanáší vítr jeho ochmýřené nažky.

## Význam
V lidovém lékařství se používá zlatobýlu (někdy pod názvem celík) hodně let, sbírá se výhradně původní druh zlatobýl obecný. Z jeho listů a ještě neotevřených květů se připravují čaje nebo tinktury. Slouží pro léčbu ledvin a močových cest. Působí močopudně, desinfekčně, rozpouští kaménky, podporuje celkovou látkovou výměnu, tlumí krvácení v trávicím ústrojí atd.

## Taxonomie
Rod zlatobýl je poměrně rozsáhlý, je tvořen okolo 150 druhy. 
V České republice se ve volné přírodě vyskytují tyto čtyři druhy: 
- zlatobýl kanadský (Solidago canadensis L.)
- zlatobýl obecný (Solidago virgaurea L.)
- zlatobýl obrovský (Solidago gigantea Aiton)
- zlatobýl trávolistý (Solidago graminifolia (L.) Salisb.)